# Puchero (recipiente)

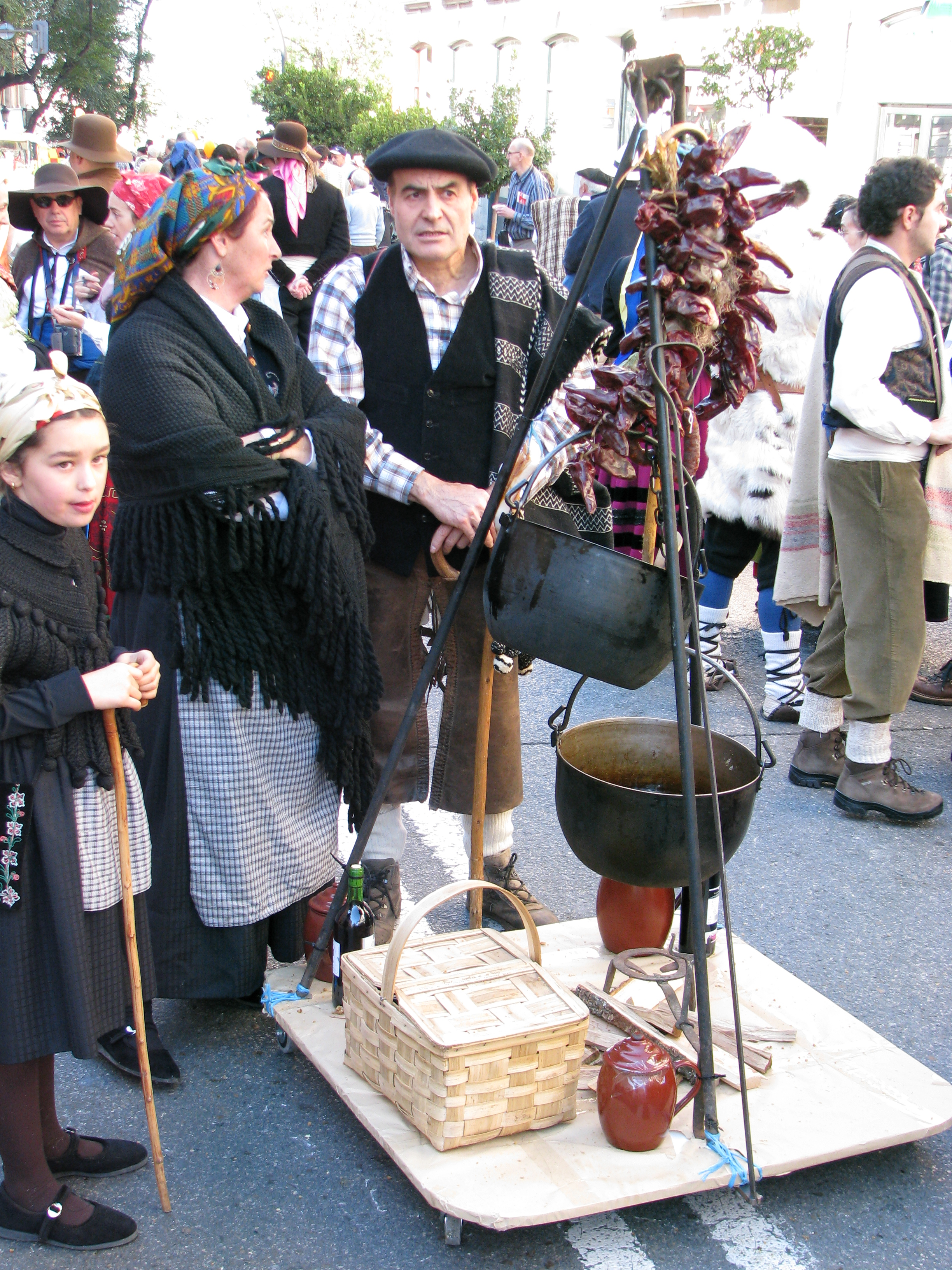
Calderos de hierro y pucheros de metal vidriado en rojo, en la XV Fiesta de la Trashumancia en Madrid, en 2008.

El puchero es un tipo de recipiente de la familia de las ollas, usado en la cocina, de similar ancho y profundidad y, por lo general, con una o dos asas (a diferencia del cazo que tiene un mango en lugar de asas y la cazuela, más ancha y baja). Como el puchero de barro, puede presentarse como sinónimo de pote, marmita y demás ollas. Ha dado nombre ha diferentes platos de la gastronomía tradicional en Europa y América.

## Café de puchero

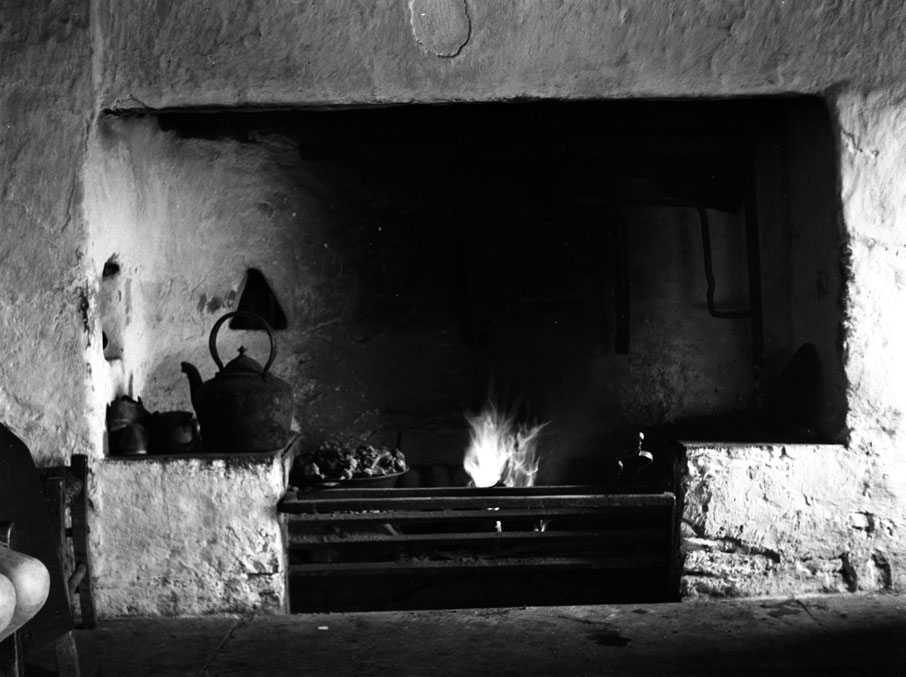
Puchero y cafetera con pico de serpiente, en un hogar tradicional.

A lo largo del siglo XIX y parte del XX, el consumo de café, tanto en España como en parte de Iberoamérica, desarrolló la técnica culinaria del “café de puchero”, un método de preparación del café anterior a la imposición en el mercado de las cafeteras y sus diversos tipos de infusión.
En el medio rural, el funcionamiento y preparado del tradicional café de puchero incluía un cierto ceremonial y un punto de habilidad. Tras el triturado de los granos de café en un molinillo, y una vez lleno de agua, el puchero (de barro o metal esmaltado) se 'arrimaba a la lumbre'. Cuando hervía se le añadía al agua una cucharada de café por persona y se esperaba a que hirviese de nuevo mientras se removía la infusión con cuchara de palo. Con el nuevo hervor se procedía al delicado momento del 'torrefactado', consistente en coger con las tenazas una brasa del fuego y tras limpiarle la ceniza soplando bien toda su superficie, se dejaba caer en el puchero y se tapaba sin retirarlo aún de la lumbre, para que siguiera hirviendo unos minutos, al gusto, y luego, con la ayuda de un colador de tela se pasaba a la cafetera, bien de porcelana esmaltada o algún otro recipiente apropiado para conservar el café hecho.

## En la literatura
En sus diversas acepciones, (y del mismo modo que ocurre en la pintura española del Siglo de Oro) el puchero aparece en la literatura española con asiduidad en escenas de cocina, y por lo general asociado a la pobreza y los humildes. Así puede leerse por ejemplo en la novela La Tribuna, donde Emilia Pardo Bazán escribe párrafos descriptivos como este que ilustra el inicio de la narración:

Salió con una escudilla desportillada en la mano, llena de morena melaza, y arrimando al fuego un pucherito donde estaba ya la cascarilla, le añadió en debidas proporciones azúcar y leche, y volviose al cuarto del portal con una taza humeante y colmada a reverter. En el fondo del cacharro quedaba como cosa de otra taza. El barquillero se enderezó llevándose las manos a la región lumbar, y sobriamente, sin concupiscencia, se desayunó bebiendo las sobras por el puchero mismo. Enjugó después su frente regada de sudor con la manga de la camisa, entró a su vez en el cuarto próximo; y al volver a presentarse, vestido con pantalón y chaqueta de paño pardo, se terció a las espaldas la caja de hoja de lata y se echó a la calle. Amparo, cubriendo la brasa con ceniza, juntaba en una cazuela berzas, patatas, una corteza de tocino, un hueso rancio de cerdo, cumpliendo el deber de condimentar el caldo del humilde menaje.
Emilia Pardo Bazán La Tribuna (1883). Capítulo I